# Lage Vuursche
Lage Vuursche is een klein dorp in de gemeente Baarn, in de Nederlandse provincie Utrecht. Het dorp is gelegen in een bosrijke omgeving op de Utrechtse Heuvelrug, tussen Baarn, Bilthoven en Hilversum. Het dorp heeft, inclusief de omgeving en het Baarnse deel van Soestdijk, 290 inwoners (2023).
Tot en met 1857 hoorde Lage Vuursche tot de gemeente De Vuursche. In 1840 had het 190 inwoners, die in 15 huizen woonden. Tot de Vuursche behoorde ook de buurtschap Hooge Vuursche.

## Kenmerken
Lage Vuursche heeft een beschermd dorpsgezicht met enkele achttiende- en negentiende-eeuwse huizen en telt tientallen rijksmonumenten. De hervormde Stulpkerk dateert uit 1650.
Lage Vuursche ligt weliswaar op de Utrechtse Heuvelrug, maar aan de rand van de Laagte van Pijnenburg. In de omgeving bevindt zich een aantal landgoederen, waaronder kasteel Drakensteyn (in de onmiddellijke nabijheid van het dorp), Paleis Soestdijk, het landgoed Pijnenburg, de Ewijckshoeve, Landgoed Eyckenstein en Kasteel de Hooge Vuursche. Aan de Kloosterlaan staat het voormalig klooster St. Elisabeth, ontworpen door de Haarlemse architect M.H.W.J. van Ooijen. Het Elisabethklooster is sinds 1983 in gebruik als verpleeghuis. Het complex bevat onder meer een kapel met gebrandschilderde ramen en een rooms-katholieke begraafplaats.
De bossen in de omgeving van Lage Vuursche zijn voor een deel eigendom van Staatsbosbeheer en maken deel uit van de boswachterij De Vuursche. Ook Het Utrechts Landschap beheert verschillende gebieden, zoals het Maartensdijkse bos, de Ridderoordsche Bosschen en het Willem Arntsz-bos.
Lage Vuursche is, mede door de bosrijke omgeving, al sinds lang een pleisterplaats voor wandelaars en andere dagjesmensen, die het dorpje met name in het weekeinde overspoelen. Er bevinden zich verschillende restaurants en uitspanningen, waarvan de meeste gespecialiseerd zijn in pannenkoeken.

## Galerij

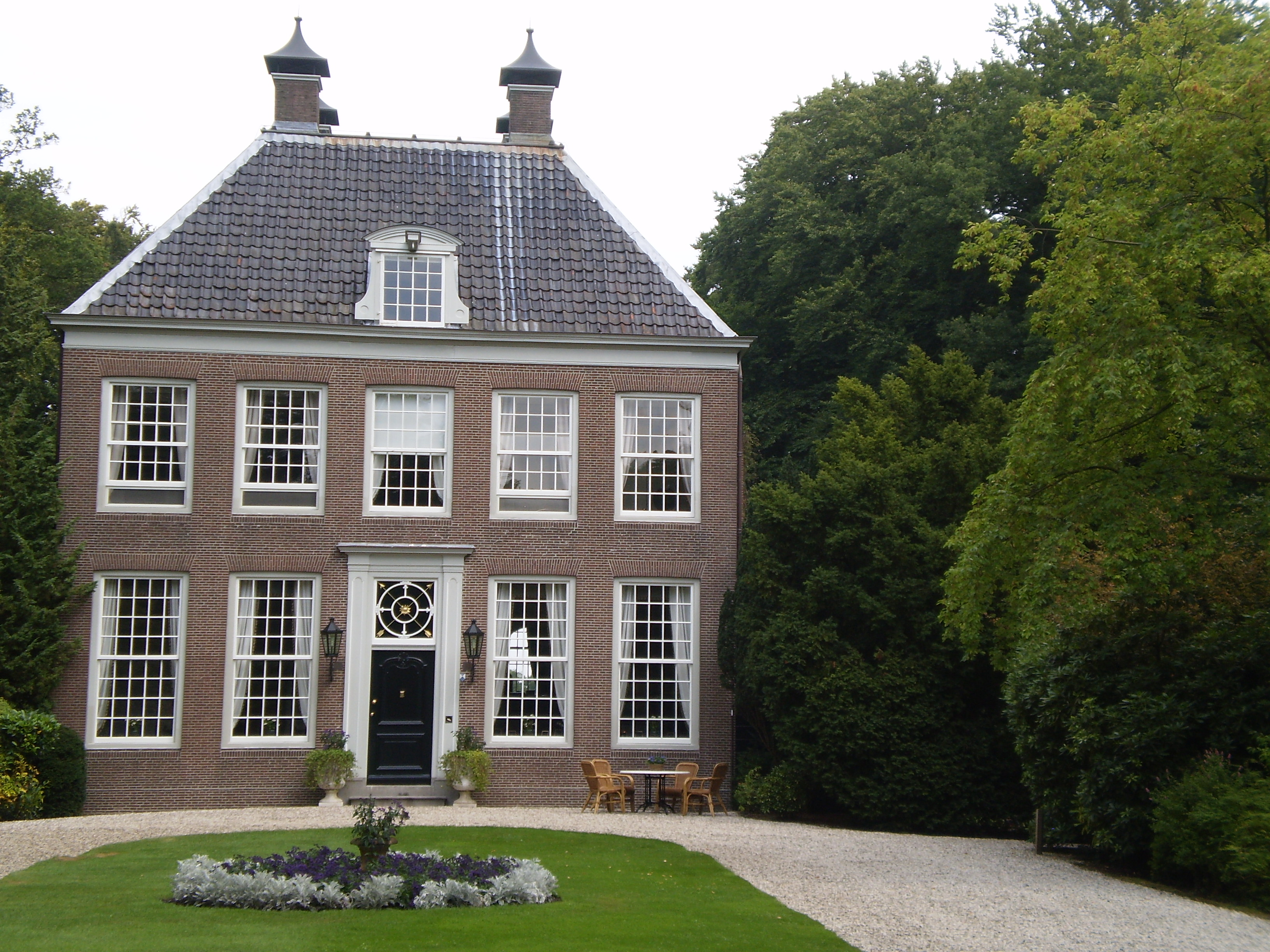
Klein Drakenstein
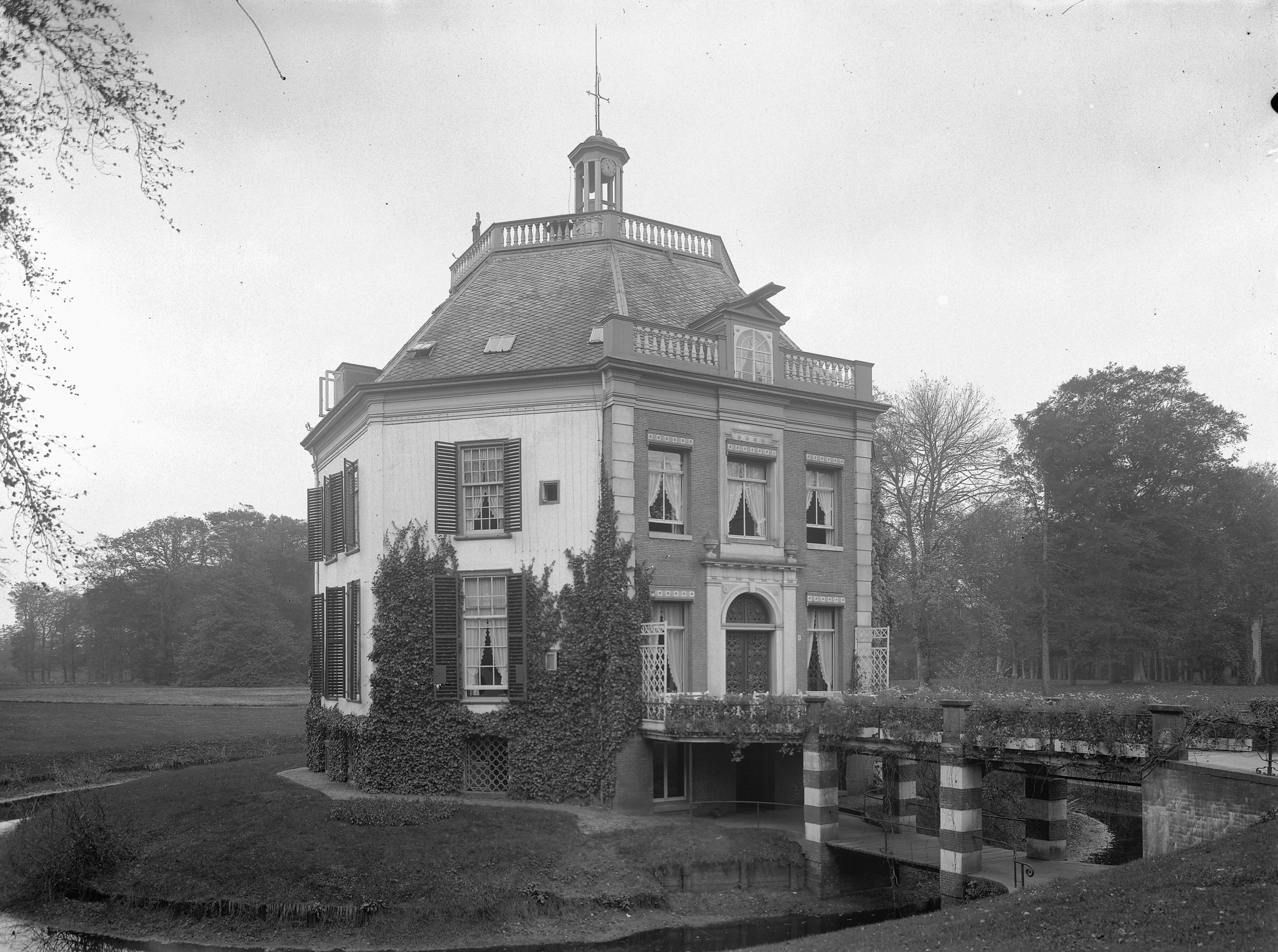
Drakensteyn
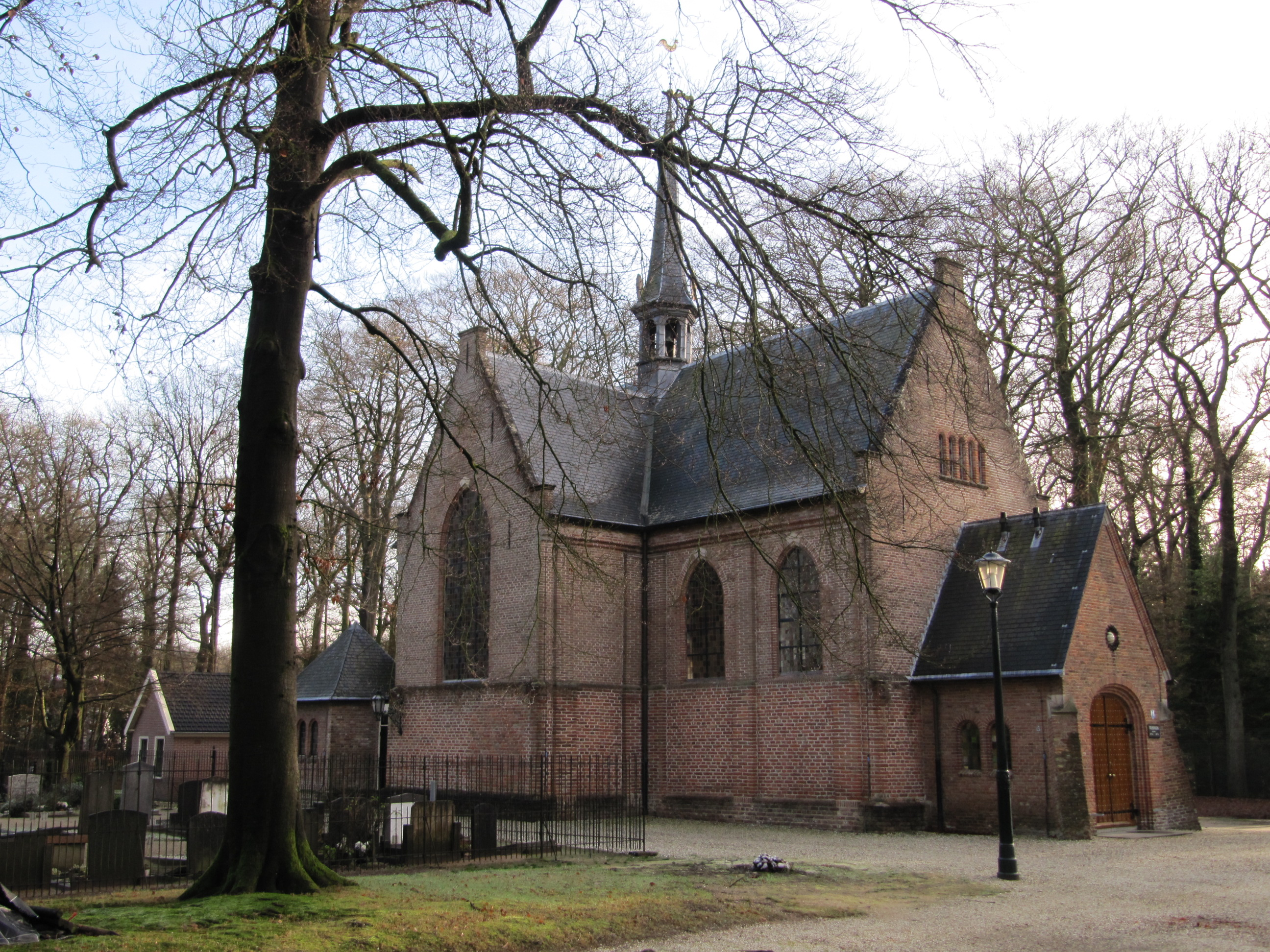
Stulpkerk
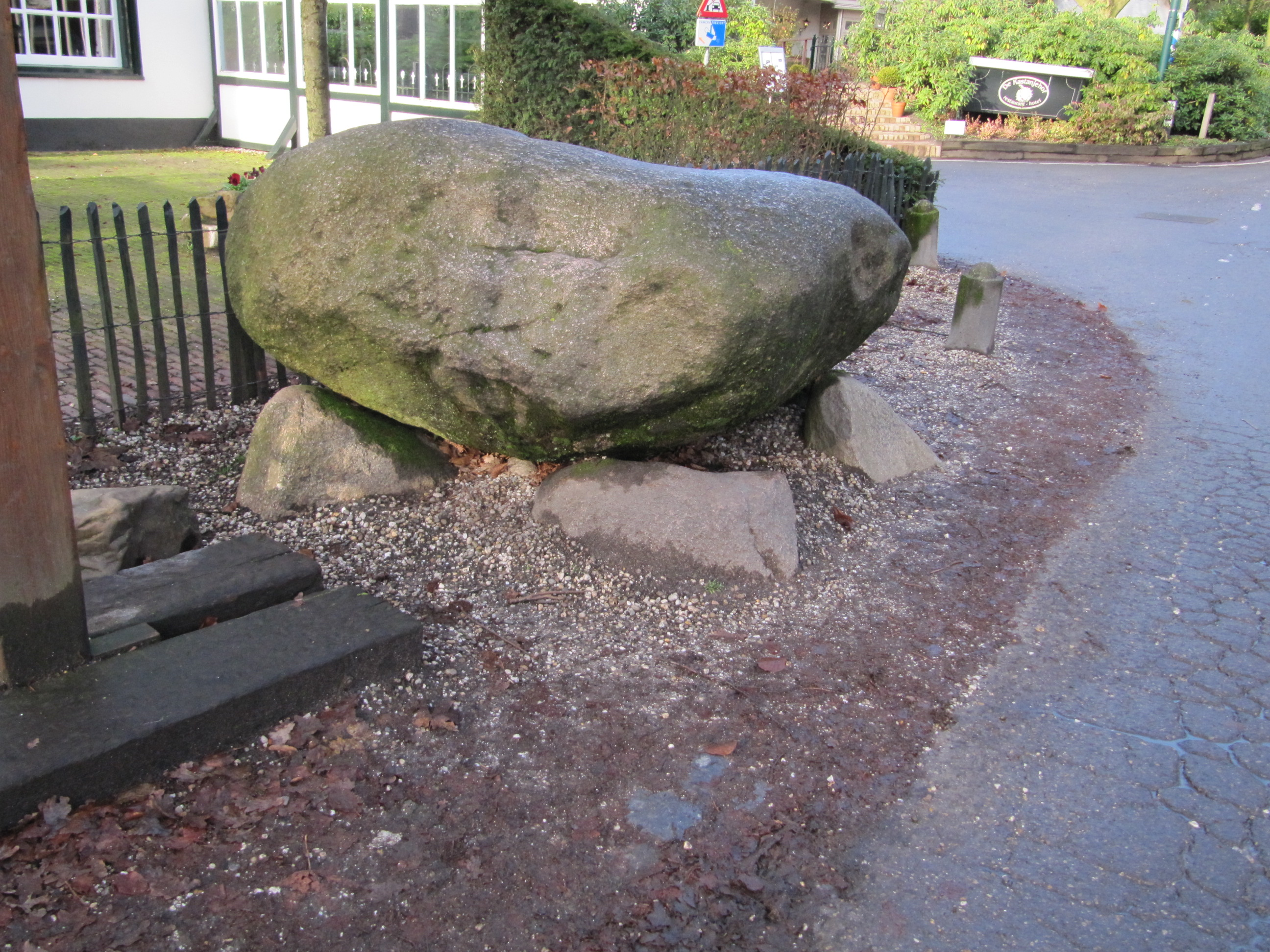
Kei van Lage Vuursche

## Geboren
- Herman Kruyder (1881-1935), schilder, tekenaar en glazenier
- Johan Frederik Berkel (1899-1971), predikant
- Fanny Blankers-Koen (1918-2004), atlete

## Overleden
- Frederik van Drakestein (1799-1868), jurist, politicus
- Willem Verpoeken (1820-1898), landschapsschilder
- Piet Meiners, (1857-1903), aquarellist en etser
- Theodora van Bosse (1874-1953), kunstschilder
- Otto Blom (1887-1972), tennisspeler
- Wouter Paap (1908-1981), muziekpublicist en componist
- Marie José van der Lee (1912-2012), kloosterlinge en kunstenares
- Jan Herman Odo Insinger (1918-2008), ambassadeur
- Lia Dorana (1918-2010), actrice en zangeres
- Hans Sleeswijk (1935-2024), ondernemer